# Goran Bogdan
Goran Bogdan (Široki Brijeg, 2. listopada 1980.) hrvatski je kazališni, televizijski i filmski glumac. Glumio je u brojnim kazališnim predstavama u Zagrebačkom kazalištu mladih. Jedan je od glavnih organizatora West Herzegowina Festa, festivala amaterskog stvaralaštva.

## Životopis
Rođen je 2. listopada 1980. godine u Širokom Brijegu. Njegov otac Šimun profesor je na Fakultetu strojarstva, računarstva i elektrotehnike u Mostaru, dok je majka Mila profesorica matematike u Srednjoj strukovnoj školi u Širokom Brijegu. Goran ima tri brata i dvije sestre.
U Zagreb je otišao s namjerom studiranja na Ekonomskom fakultetu, ali je vrlo brzo razvio ljubav i prema glumi. Svoju glumačku karijeru počeo je u kulturnom centru Peščenica te se pridružio amaterskoj dramskoj sekciji Gaudeamus, a kasnije i mnogim drugim. 
Glumom se počeo amaterski baviti još s 15 godina, a kao šestanestogodišnjak svirao je gitaru u rock bandu Luni Meugim, koji je i dalje aktualan.

## Glumačka karijera
Bogdan je 2010. godine postao stalni član Zagrebačkog kazališta mladih, ostvarivši u tom kazalištu velik broj uloga u predstavama koje su izvođene diljem svijeta: Hamlet, Koko u Parizu, Put oko sveta u 80 dana, Guliverova putovanja, Pismo Heineru Milleru, Ružno pače te u mnogim drugim. Pored uloga u Zagrebačkom kazalištu mladih glumio je i u drugim kazalištima, u predstavama U zemlji čudesa, Pir malograđana, Pijani proces, Osvrni se i drugim. 
Iza sebe ima veliki broj televizijskih i filmskih uloga, a najveću pažnju privukao je ulogama u filovima Sonja i bik (2012.), Neke druge priče (2010.) te tako postao rekorder po broju uloga na Pulskom filmskom festivalu. Pored toga jedan je od glavnih glumaca serije Senke nad Balkanom, gdje tumači lik Mustafe Golubića.
Nakon karijere u Hrvatskoj, počeo je igrati uloge i u stranim filmovima. U francusko-britanskoj kriminalističkoj seriji Posljednje pantere (2015.) igrao je ulogu Srbina Milana Čelika, a nakon toga i u trećoj sezoni američke serije Fargo. Također je dobio uloge u filmovima All Inclusive (2017.) i Nismo pričali o kraju (2018.).
Na Sarajevskom filmskom festivalu bio je član žirija 2017. godine. Sa svojim kumom osnovao je West Herzegowina Fest koji promovira nove filmove i glazbu.

## Filmografija

### Televizijske uloge
- "Zabranjena ljubav" kao odvjetnik Čuljak (2005.)
- "Obični ljudi" kao Nebojša (2007.)
- "Operacija Kajman" kao Ivo Spanković (2007.)
- "Cimmer fraj" kao Marko (2007.)
- "Zauvijek susjedi" kao Andrej (2007. – 2008.)
- "Luda kuća" kao Jozo (2008.)
- "Ponos Ratkajevih" kao stražar (2008.)
- "Odmori se, zaslužio si" kao Nikola (2008.)
- "Mamutica" kao Darko (2009.)
- "Bitange i princeze" kao Ozren (2009.)
- "Majstori" kao Ilija (2013.)
- "Stipe u gostima" kao Boris (2013.)
- "Na terapiji" kao Jozo (2013.)
- "Prvaci svijeta" kao Nikola Plećaš (2016.)
- "Vere i zavere" kao Sergej Rudić (2016.)
- "Senke nad Balkanom" kao Mustafa Golubić (2017.)
- "Čuvar dvorca" kao Zeman (2017.)
- "Jutro će promeniti sve" kao Vuk Antonić (2018.)
- "Šutnja" kao novinar Stribor Kralj (2021.)

### Filmske uloge
- "Za naivne dječake" kao Dario Šimić (2007.)
- "Noćna vožnja" kao zločinac (2007.)
- "Iza stakla" kao radnik #1 (2008.)
- "Prokleti" kao doktor (2008.)
- "U zemlji čudesa" kao Josan (2009.)
- "Šampion" kao mladi vojnik (2010.)
- "Neke druge priče" kao Marin (2010.)
- "The Show Must Go On" kao vojnik (2010.)
- "Harakiri djeca" (2010.)
- "Iris" (2012.)
- "Sonja i bik" kao Ante Kevo (2012.)
- "Majstori" kao Ilija (2013.)
- "Svećenikova djeca" kao Jure (2013.)
- "Broj 55" kao Tomo (2014.)
- "Dječaci iz ulice Marksa i Engelsa" kao Stanko (2014.)
- "Takva su pravila" kao doktor (2014.)
- "Bićemo prvaci svijeta" kao Nikola Plećaš (2015.)
- "Imena višnje" kao Marko (2015.)
- "Sve najbolje" kao Mislav (2016.)
- "Agape" kao Miran (2017.)
- "Glumim, jesam" kao Luka (2018.)
- "Malo se sjećam tog dana" (2019.)
- "Otac" kao Nikola (2020.)
- "Čovjek koji nije mogao šutjeti" kao Dragan (2024.)
- "Za danas toliko" (2024.)
- "78 dana" kao Stefan (2024.)
- "Budi bog s nama" (2024.)
- "Bijeli put" (2024.)

### Sinkronizacija
- "Garfield 2: Priča o dvije mačke" kao Zećina (2006.)

## Vanjske poveznice
- Goran Bogdan u internetskoj bazi filmova IMDb-u (engl.)
- Stranica na ZKM.hr
- Organizatori West Herzegowina Festa